# Pioruniany

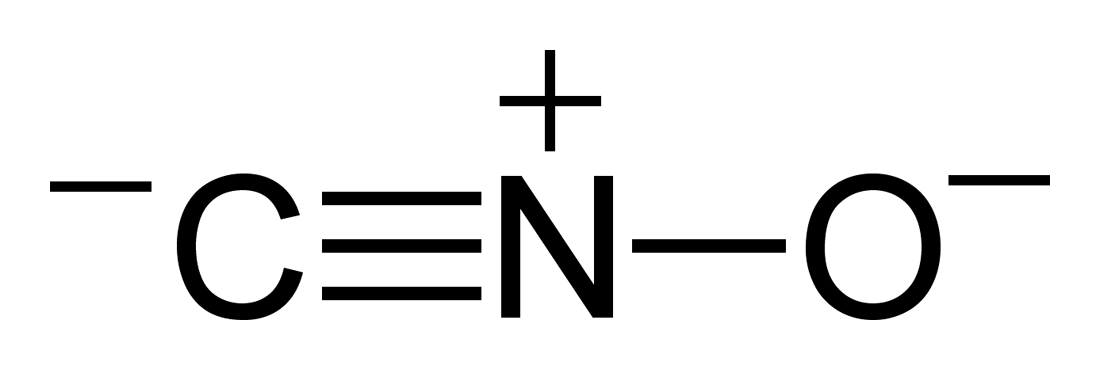
Jon piorunianowy

Pioruniany – grupa związków chemicznych będących solami kwasu piorunowego, zawierających pseudohalogenkowy jon piorunianowy CNO−
. Z uwagi na właściwości wybuchowe i dużą wrażliwość na bodźce zewnętrzne niektóre pioruniany stosowane są jako inicjujące materiały wybuchowe (np. piorunian rtęci(II), piorunian srebra) m.in. w zapalnikach.